# Guido de Ibelín (fallecido en 1304)

Escudo de armas de la familia Ibelín.

Guido de Ibelín (en francés: Guy d'Ibelin; 1250/1255 - 1304), fue conde de Jaffa y Ascalón durante la última etapa de las cruzadas. Era hijo de Juan de Ibelín (también conocido como Juan de Jaffa) y María de Baberon. Fue únicamente conde titular. Su padre había fallecido en 1266, después de lo cual colapsó la frágil tregua con los mamelucos, y Jaffa fue capturado por Baibars en 1268. Juan fue probablemente sucedido por Jacobo, el hermano mayor de Guido, quien ostentó el título de conde de Jaffa hasta su muerte en 1276, momento en que el título pasó a Guido.
Entre 1299 y 1300, Guido pudo capturar Gibelet con una flota genovesa, pero lo mantuvo por breve tiempo. También se reunió con el general mongol Kutlushah en 1301, en un intento fallido de coordinar un ataque militar contra los musulmanes. En 1302, él y su familia fueron capturados por piratas mientras estaban en su feudo de Episcopia, Chipre.
Murió el 14 de febrero de 1304 y fue enterrado en Nicosia, Chipre. Guido debió haber estado en alta consideración en la isla, a juzgar por la agitación que siguió a su muerte, según el cronista Francesco Amadi.

## Matrimonio y descendencia
Guido se casó dos veces. Su segunda esposa fue María, señora de Ascalón y Naumaquia, hija de Felipe de Ibelín y Simona de Montbéliard. Guido y María tuvieron cinco hijos: 
- Felipe (antes de 1293-1315/1316), conde de Jaffa.
- Juan (fallecido en 1315/1316).
- María (1294-antes de 1318), primera esposa de Hugo IV de Chipre en 1324.
- Hugo (1295/1300-antes del 10 de mayo de 1349), conde de Jaffa y luego senescal de Jerusalén. Segundo marido de Isabel de Ibelín, viuda del infante don Fernando de Mallorca e hija de Felipe de Ibelín, senescal de Chipre, y su segunda esposa María de Gibelet.
- Balián (nacido en 1298/1300), casado con Juana de Montfort, hija de Rubén de Montfort.